# Heliobacterium modesticaldum
Heliobacterium modesticaldum è una specie di batterio appartenente alla famiglia delle Heliobacteriaceae.